# Apelul la noutate
Apelul la noutate (denumit și argumentum ad novitatem) este o eroare logică în care cineva susține că o idee ori o propunere este corectă sau superioară, exclusiv pentru că este mai nouă sau modernă.

## Forme
Această eroare logică poate avea următoarele forme de raționament:
X este nou.
Prin urmare, X este corect sau mai bun.
X este mai nou ca Y.
Prin urmare, Y nu este corect sau este inferior lui X.

## Explicație
Apelul la noutate poate lua două forme: supraestimarea prematură și fără investigație a ceea ce este nou sau modern făcându-se asumpția că este cel mai bun caz, sau subestimarea prematură și fără investigație a status quo-ului făcându-se asumpția că este cel mai rău caz.
Investigația s-ar putea să demonstreze ca aceste asumpții să fie adevărate, dar este o eroare logică să se concluzioneze prematur că așa stau lucrurile doar prin simpla afirmație că tot ceea ce este nou este mai bun.
Acest mod de a raționa este atrăgător din mai multe motive. În primul rând, "cultura occidentală" include un puternic angajament față de noțiunea că lucrurile noi trebuie să fie mai bune decât lucrurile mai vechi. În al doilea rând, noțiunea de progres (care pare să vină, în parte, de la noțiunea de evoluție) implică faptul că lucrurile mai noi sunt superioare lucrurilor mai vechi. În al treilea rând, publicitatea din media adesea insistă cu mesaje în care se susține că ceea ce e nou e mai bun. Datorită acestor trei factori (și a altora) populația adesea acceptă că ceea ce e nou (idee, produs, concept, etc.) trebuie să fie mai bun deoarece e pur și simplu nou. 
Opusul unui apel la notate este eroarea logică a apelului la tradiție, în care cineva susține că ceea ce e vechi este superior a ceea ce este nou.

## Exemple
- "Dacă vrei să pierzi din greutate, cel mai bine e să urmezi cele mai recente diete."
- "Departamentul va deveni mai profitabil pentru că a fost reorganizat."
- "Făcând ultimele actualizări la software îți va merge mai bine calculatorul."
- "Lucrurile stau rău cu partidul A la putere, de aceea partidul B va aduce îmbunătățiri dacă va fi ales."

## Probleme în indicarea erorii logice
În unele cazuri vechimea unui lucru are relevanță asupra calității, în acest caz nu poate fi vorba de o eroare logică. De exemplu: o personă poate concluziona că laptele muls în acea zi este mai bun decât laptele muls cu câteva zile înainte. De asemenea, o tehnologie mai nouă are tendința de a fi mai complexă și mai avansată decât cea veche. O corelație poate exista de exemplu între noutatea unui fișier cu semnături de viruși și securitatea unui calculator sau între noutatea calculatorului și performanțele acestuia. În aceste cazuri specifice, ceva este mai probabil să fie superior ori de câte ori e mai nou sau modern, dar nu exclusiv pentru că este mai nou și modern. Astfel ceea ce pare a fi un apel la noutate de fapt nu este o eroare logică în orșice caz. Este o eroare logică dacă această corelație între nou și mai bun nu e demonstrabilă sau dacă o asemenea corelație nu a fost examinată.
În estetică, de exemplu în anumite forme de artă și muzică, noutatea - chiar dacă nu toate formele de noutate - este folosită ca și criteriu pentru aclamare. Aceasta poate să pară ca fiind eroare logică, dar în unele cercuri poate exista un anumit consesn în care lumea eventual devine plictisită cu ceea ce a fost obișnuită. În aceste cazuri, criteriile și justificările menționate mai sus nu sunt bazate exclusiv pe apelul la noutate și deci nu sunt erori de logică.